# 鳴門市里浦小学校
鳴門市里浦小学校（なるとし さとうらしょうがっこう）は、徳島県鳴門市里浦町里浦にある公立小学校。

## 教育目標
- 徳・体・知の調和のとれた健康で豊かな人間性をもった児童を育てる。
- 人権を尊重し、自主性・社会性・創造性に富んだたくましい児童を育てる。

## 校歌
- 作詞：宮本村雄
- 作曲：笹橋卓

## 著名な卒業生
- 吉田忠志 - 政治家、鳴門市長

## 通学区域が隣接している学校
- 鳴門市鳴門西小学校 （海を挟んで隣接。）
- 鳴門市林崎小学校
- 鳴門市撫養小学校
- 鳴門市第一小学校
- 松茂町立松茂小学校 （松茂町立長原小学校も選択可能な区域。）